# Forum Einstein
Pour les articles homonymes, voir Einstein (homonymie).
 (juin 2025).

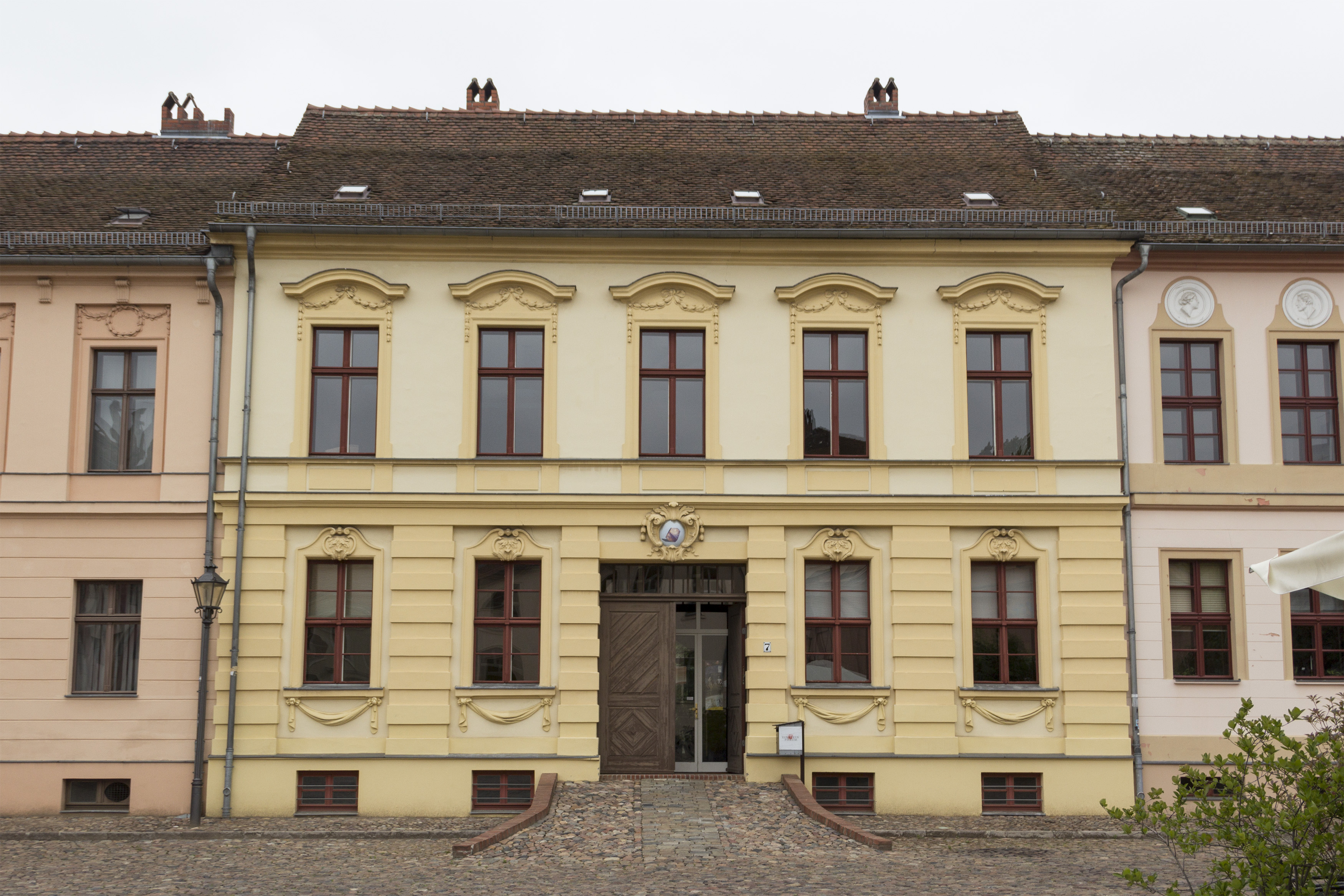
Le siège du Forum Einstein sur Neuen Markt à Potsdam.

Le Forum Einstein de Potsdam est une fondation de droit public  et un lieu d'échanges scientifiques internationaux. Les derniers développements de la vie intellectuelle y sont discutés à travers des conférences et des ateliers interdisciplinaires : différentes disciplines peuvent ainsi dialoguer entre elles ainsi qu'avec le public. L'organisation a été fondée en 1993 par le Land du Brandebourg en partenariat avec des institutions internationales comme l'université hébraïque de Jérusalem et l'académie royale suédoise des sciences. Sa directrice est la philosophe américaine Susan Neiman.

## Tâches et activités
Le Forum Einstein se définit comme un lieu d'innovation intellectuelle hors du cadre universitaire et promeut les échanges d'idées au-delà des frontières disciplinaires et géographiques. Conférences, ateliers et conférences, ouverts à tous, visent à permettre au public d'avoir un aperçu du travail de penseurs contemporains exceptionnels tout en les encourageant à transcender les frontières académiques traditionnelles.
Susan Neiman dirige les activités du forum depuis 2000. Parmi les membres du conseil d'administration figurent Jan Philipp Reemtsma, Michael Naumann et Gesine Schwan. Les membres du conseil consultatif comprennent Ute Frevert, Thomas Naumann et Jens Reich.

## Thèmes abordés
Le Forum Eistein s'est donné pour mission de promouvoir des travaux se situant aux frontières de différents domaines scientifiques et ne se limite pas à des sujets de recherche spécifiques. Son programme peut cependant être divisé en quatre domaines généraux, toujours en référence aux questions sociales :
- Éthique et société
- Histoire au présent
- Art et savoir
- Compréhension de la nature

## éditions
Un certain nombre de publications ont émergé des travaux du Forum Einstein depuis 1995.
Les livres Einstein sont publiés par Akademie Verlag et contiennent les contributions les plus significatives du programme du Forum Einstein sur les questions d'actualité les plus brûlantes de la science contemporaine.
Les éditions suhrkamp publient des contributions sélectionnées de la série de conférences L' héritage de notre temps (Erbschaft unserer Zeit). Cette série a été organisée de 1996 à 2000 avec les Berliner Festspiele et visait à soumettre l'état des connaissances des disciplines individuelles à un examen critique à la fin du millénaire.
Le Forum Einstein s'engage aussi à collaborer avec d'autres éditeurs sur certains projets individuels.